# Провулок Бетонярів
Прову́лок Бетонярі́в — зниклий провулок, що існував у Московському, нині Голосіївському районі міста Києва, місцевість Корчувате. Пролягав від вулиці Плещєєва до вулиці Бетонярів.

## Історія
Провулок виник у 1-й половині XX століття під назвою Польовий. Назву Бетонярів провулок отримав 1955 року.
Ліквідований у 1980-х роках у зв'язку з частковою зміною забудови навколишньої місцевості.